# Rauschenberg (Fuldaer Becken)
Der Rauschenberg ist ein 471,3 m ü. NHN hoher Berg im hessischen Petersberg (Landkreis Fulda). Mit seinen größtenteils bewaldeten Flächen ist er ein beliebtes Naherholungsgebiet.

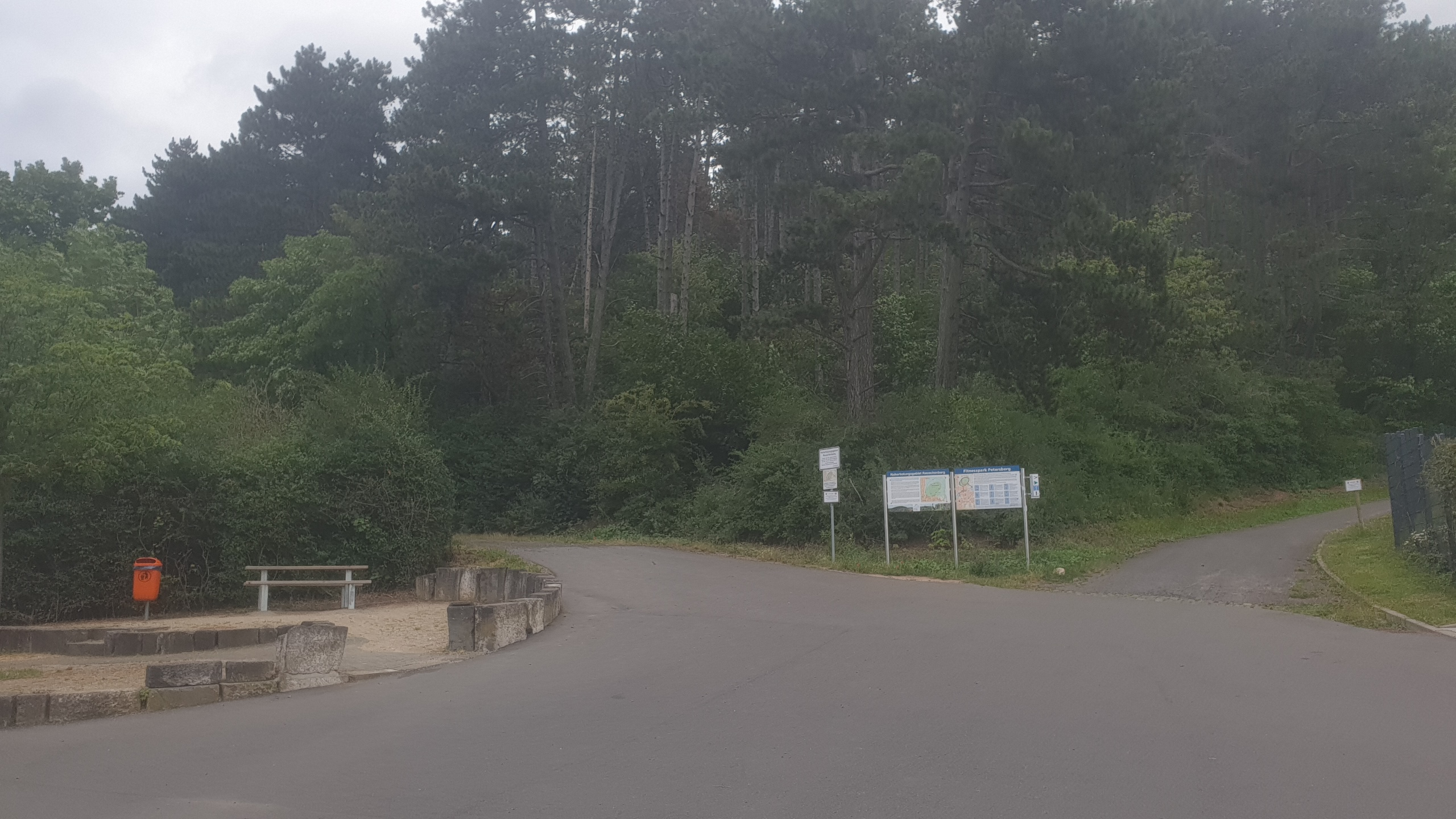
Haupteingang zu den Wanderwegen.

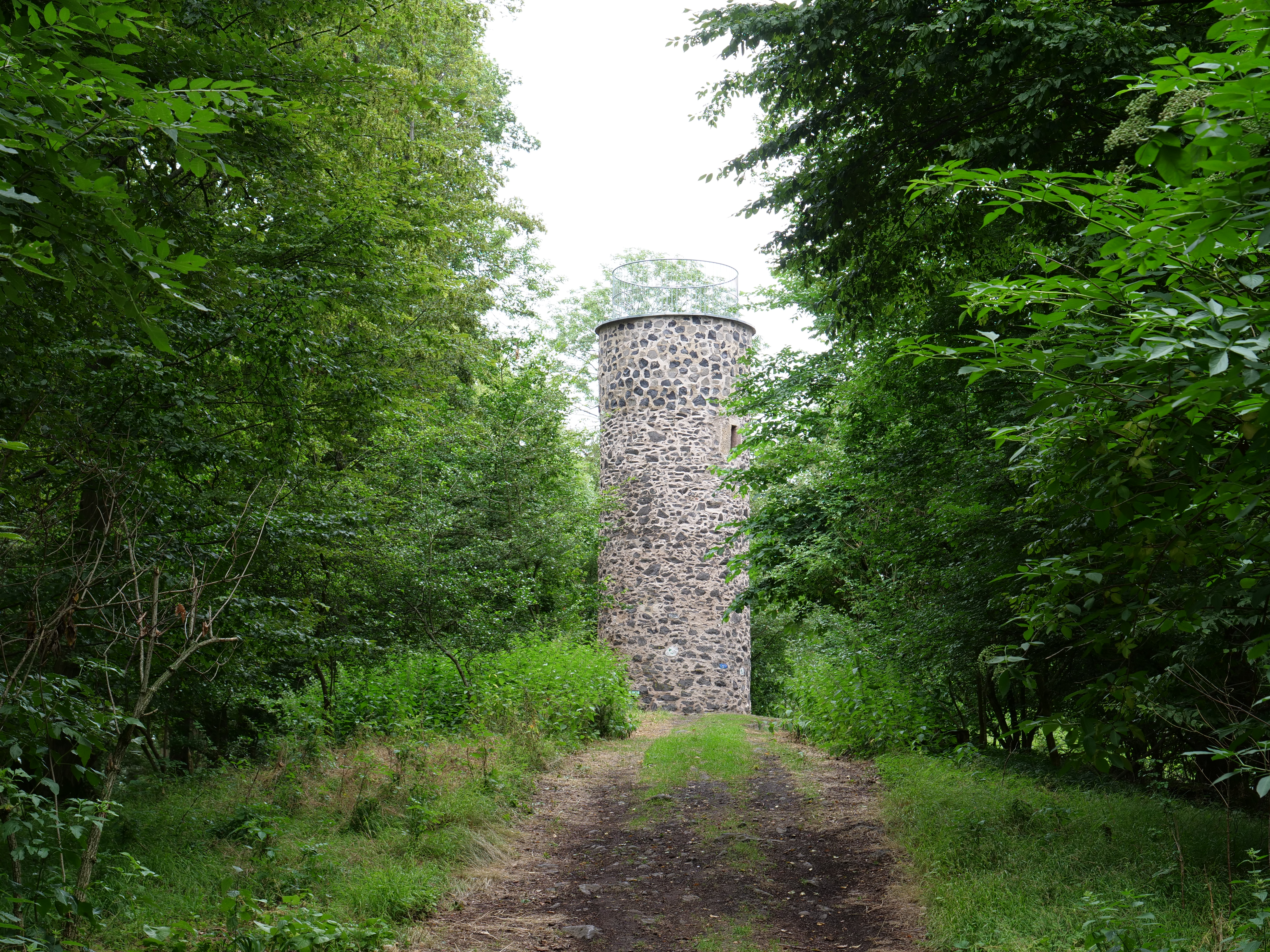
Der heutige Turm der Petersberger Warte auf einer Höhe von rund 470 m.

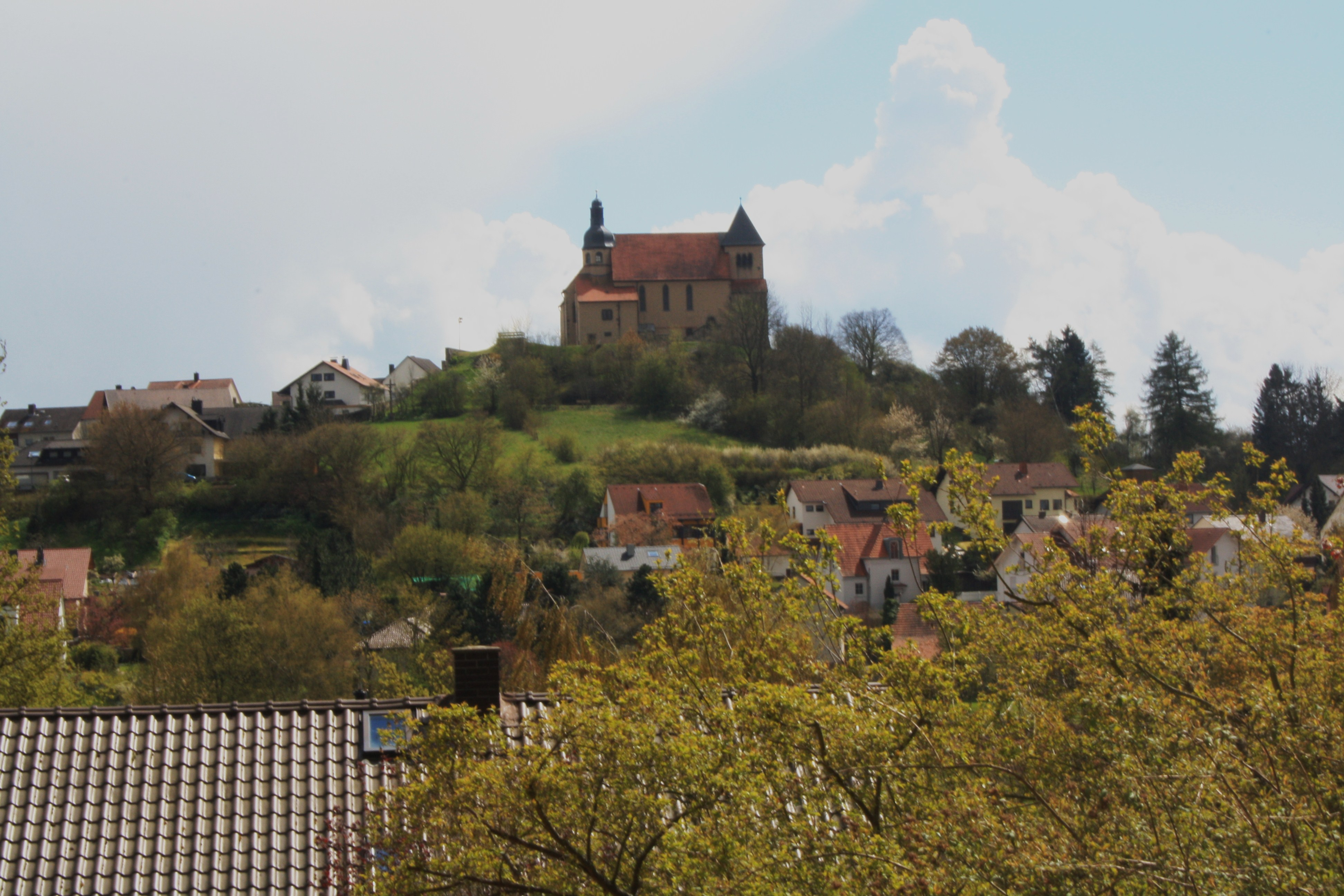
Der Blick vom Wartturm auf die gegenüberliegende Liobakirche mit St. Peter

## Geographie
Am Rande des Fuldakessels, 2,5 km nordöstlich von der Stadt Fulda in der Hessischen Rhön, liegt der 471 Meter hohe Rauschenberg, der „ungleiche Zwilling“ des Petersberges. Die bewaldete Basaltkuppe sowie der Aussichtsturm gehören heute zur Gemeinde Petersberg. Die gesamte Fläche des Rauschenbergs beträgt 27 Hektar.

## Geschichte
Das beginnende Spätmittelalter war wie fast überall auch für das Hochstift Fulda eine unruhige Zeit, in der Fulda in ständige Fehden und Kriege mit Herrschern benachbarter Territorien und dem einheimischen Adel verwickelt war. Es waren weniger offene kriegerische Kämpfe als vielmehr Raubzüge, bei denen dem Gegner Vieh, Feldfrüchte und anderes gestohlen wurden.
Abt Markward veranlasste 1162 den Bau einer Stadtmauer und verlieh der Siedlung um das Kloster Fulda eigene Stadtrechte. Im 14. Jahrhundert erbauten die Bewohner der Stadt unter der Herrschaft von Abt Heinrich VI. von Hohenberg, der auch die sonstigen Befestigungen um die Stadt erweitern und verstärken ließ, acht Warttürme. Der Rauschenberg ist einer der Standorte der Warttürme, der Petersberger Warte mit 3,90 m Innendurchmesser, 0,85 m Mauerstärke und 8,60 m Turmhöhe.

## Etymologie
Zur Herkunft des Namens ist nur wenig bekannt. Man geht davon aus, dass man sich zur damaligen Zeit die Herkunft des Namens nicht erklären konnte und ihn so in Verbindung mit dem Wort „rusche“, was so viel wie „rauschen“ bedeutet, brachte. Fortan trug der Berg den Namen „Ruschberg“. Im Laufe der Zeit entwickelte sich dieser zu dem Namen „Rauschenberg“.

## Bombensuche
Im Oktober 2017 wurden bei der Renovierung einer Waldhütte auf dem Rauschenberg Stabbrandbomben aus dem Zweiten Weltkrieg gefunden. Da im Krieg auf den Rauschenberg aufgrund der Nähe zur Stadt und zum Bahnhof viele Bomben fielen, befürchtete die Gemeinde, dass noch mehr Munitionsreste auftauchen könnten, und ließ die Pfade abseits der Wanderwege sperren.
Im Sommer 2019 kam ein weiteres Problem hinzu: Wegen der lang anhaltenden Trockenheit waren 60 Bäume auf dem Rauschenberg abgestorben und drohten umzustürzen. Aufgrund der möglichen Bomben konnten sie jedoch nicht gefällt werden. Die Gemeinde musste daraufhin die Wanderwege im Waldgebiet ebenfalls sperren lassen.
Die Gebiete, die im Oktober 2017 gesperrt wurden, sind bis heute nicht wieder eröffnet, da die geschätzten Kosten von ein bis zwei Millionen Euro keine Behörde übernehmen möchte.
Die Gemeinde Petersberg hatte zunächst das Bundesministerium der Verteidigung angeschrieben und wurde dort an das Land Hessen verwiesen, da Gefahrenabwehr grundsätzlich Aufgabe der Länder sei. Beim Hessischen Finanzministerium wurde die Gemeinde dann an das Hessische Innenministerium weitergeleitet, aktuell ist noch nicht geklärt, wer für die Kosten der Bombenentschärfungsmaßnahmen aufkommen wird.
Kurz vor Ende der Sondierungen wurden zwei auffällige Stellen gefunden. Die genauere Untersuchung der beiden Objekte sollte zunächst am 1. Dezember 2021 stattfinden. Aufgrund von Lage und Aussehen der Bomben beim Freilegen wurde die Entschärfung bzw. Sprengung vorgezogen auf den 11. November 2021.  Im Umkreis von 600 m wurden zeitweilig 350 Personen evakuiert. Gleichzeitig wurde die A7 und die Bahnstrecke Fulda – Kassel gesperrt, sowie etliche Bundes, Kreis und Landstraßen.

## Wanderwege
Der Rauschenberg und dessen Umgebung ist ein Naherholungsgebiet am Ortsrand der Gemeinde Petersberg. Die ausgebauten Rundwege sind beliebte Ziele für Jogger und Spaziergänger. Um den Rauschenberg herum führt der 2,9 km lange Rundweg, der für den Wanderer einen Ausblick auf die Landschaft der Rhön und die Barockstadt Fulda beinhaltet. Um die nördliche Seite des Berges herum gelangt man zur Rauschenberghütte. Der Weg führt weiter am Waldrand entlang, bis er letztlich wieder am Parkplatz  endet.
Der zweite 2,6 km lange Rundweg führt durch den Wald des Rauschenberges, vorbei an der Rauschenberghütte und weiter Richtung Berggipfel.